# Los cabecicubos
Los cabecicubos és el setè àlbum de la historieta Super Llopis, està dividit en vuit capítols que són La cuadratura del huevo (cosas de huevos), La cuadratura del huevo (los huevos cuadrados), "Hexaedrus epidemicus", La cuadratura del partido, ¡Hexaedros al poder!, El principio del fin..., Empiezan los tiros... i El fin de la epidemia.
En aquest àlbum Jan segueix amb la tendència argumental iniciada en Los alienígenas amb l'ús fantàstics mostrant una crítica a la política extremista i al militarisme. L'àlbum està ambientat en la Transició espanyola.
Aquest àlbum és valorat per alguns fans com el millor de les historietes de Superlópez.

## Creació
Jan havia deixat Super Llopis per crear Pulgarcito. Durant un temps havia intentat compaginar les dues sèries però al final va haver de deixar descansar el personatge durant 17 mesos, el els que també va col·laborar el 1982 a la breu revista Jauja, amb les sèries Los Últimos de Villapiñas, amb guions d'Oli i José García, i Cab Halloloco, una paròdia del gènere de l'oest.
Al gener de 1983 tornarien a publicar-se noves pàgines de Super Llopis al Mortadelo Especial nº149 després de 34 lliuraments d'absència. Per a Jan l'elecció entre els dos personatges es va basar que Superlópez atreia un públic adult amb què la seva continuïtat estava més assegurada que amb una col·lecció infantil. D'altra banda, Jan va proposar al seu fill per continuar dibuixant les següents entregues de Pulgarcito però aquest ho acabaria deixant per motius econòmics.
En aquest àlbum Jan barreja mitja dotzena de referències culturals tant per reflectir el començament de la dècada dels 80 com per estudiar la creació i caiguda d'un règim feixista. La influència del segrest del futbolista Quini (anomenat Tini a la hisòtira) i de la moda del cub de Rubik és molt evident, com també que l'augment d'atracaments a Barcelona va ser la base per a la creació de Martha (el 1982 es van detenir 746 atracadors de bancs i la meitat de assalts a entitats financeres d'Espanya van tenir lloc a aquesta ciutat). D'altra banda, és possible que la intoxicació de l'oli de colza servís d'alguna manera com a inspiració per a l'epidèmia cabecicuba.
Possiblement l'error d'aquest còmic és que porta tots els personatges a situacions massa extremes a les què no es torna a fer referència en els números següents. Aquesta situació, però, és un reflex del món real. Ni el Primer Hexaedro ni el general Sintacha seran jutjats per crims contra la humanitat, sinó que Sintacha a les últimes pàgines tindrà el valor de definir-se com a defensor de la "causa cabecirredonda" (la democràcia) i formar un partit polític. "No remenem el passat" sembla que és el que pensen el cap i Sintacha, una visió molt fidel del funcionament del món real.
Encara que Jan es fica per tant en temes força polèmics algun editor va censurar detalls d'allò més ximples. Per exemple, els títols dels dos primers capítols (Cosas de Huevos i Los Huevos Cuadrados) van ser reescrits per altres de menys malinterpretables, La Cuadratura del Huevo en els dos casos. D'altra banda, les primeres bafarades de la pàgina 49 van ser reescrites amb poca traça a les edicions de Bruguera per algú que no devia entendre l'efecte de sotragueig que Jan pretenia transmetre. Sobre aquest tipus de modificacions, Jan comentaria:
| « | (castellà) El que més recordo [dels anys a Bruguera] és el total desinterès per la cosa cultural: només feien productes mercantils massificats, és a dir el que es venia més i millor. Això comporta que no es preocupaven del demà i per això avui no tenim bons lectors de còmic, per això envejo França, per exemple, el que més m'afectava és que en no respectar l'autor, retocaven, manipulaven com els semblava i sense demanar permís… Els terminis també els tinc avui i són producte d'aquella època encara que són més lògics i se'm respecta més com a autor. | (català) El que més recordo [dels anys a Bruguera] és el total desinterès per la cosa cultural: només feien productes mercantils massificats, és a dir el que es venia més i millor. Això comporta que no es preocupaven del demà i per això avui no tenim bons lectors de còmic, per això envejo França, per exemple, el que més m'afectava és que en no respectar l'autor, retocaven, manipulaven com els semblava i sense demanar permís… Els terminis també els tinc avui i són producte d'aquella època encara que són més lògics i se'm respecta més com a autor. | » |

Encara que els punts en comú són mínims és possible que Jan utilitzés com a inspiració un còmic titulat Lost in the Andes escrit i dibuixat el 1949 per Carl Barks en què l'ànec Donald i els seus nebots viatjaven al Perú per investigar l'origen d'uns ous amb cantonades. Allí descobririen una societat obsessionada amb els angles rectes i que prohibia les corbes. Aquest còmic va ser publicat a Espanya el 1966 en el setè número de la col·lecció Dumbo sota el títol "Andes lo que andes, no andes por Los Andes".

## Trajectòria editorial
La historieta es va publicar inicialment per capítols en la revista Mortadelo Especial als números 149 a 156.
Ha tingut les següents reedicions en altres formats:
- Col·lecció Olé nº 7 de la col·lecció de Superlópez publicat el 1983. Va ser reeditat per Bruguera i per Ediciones B en diferents formats.
- Super Humor Superlópez nº 2 publicat per Ediciones B el juliol de 1987.
- Gran Festival del cómic nº 3 d'Ediciones Bruch de setembre de 1988.
- Colección Fans nº 7 d'Ediciones B (febrer de 2004).
- Las Mejores Historietas del Cómic Español nº 15 de Unidad Editorial (juliol de 2005).

A Alemanya, on el personatge va rebre el nom de Super-Meier, l'editorial Condor Verlag va publicar en 1984 els primers capítols d'aquesta aventura en el seu novè número, utilitzant per a la portada una realitzada per Jan que no es va publicar a Espanya, mentre que la portada d'aquest àlbum va ser utilitzada en el vuitè número i els números finals en el desè.